# Здание окружного суда (Таганрог)
Здание окружного суда — старинный трехэтажный дом в центральной части Таганрога. Относится к памятникам архитектуры Таганрога. В настоящее время в здании располагается Таганрогский металлургический колледж.

## История

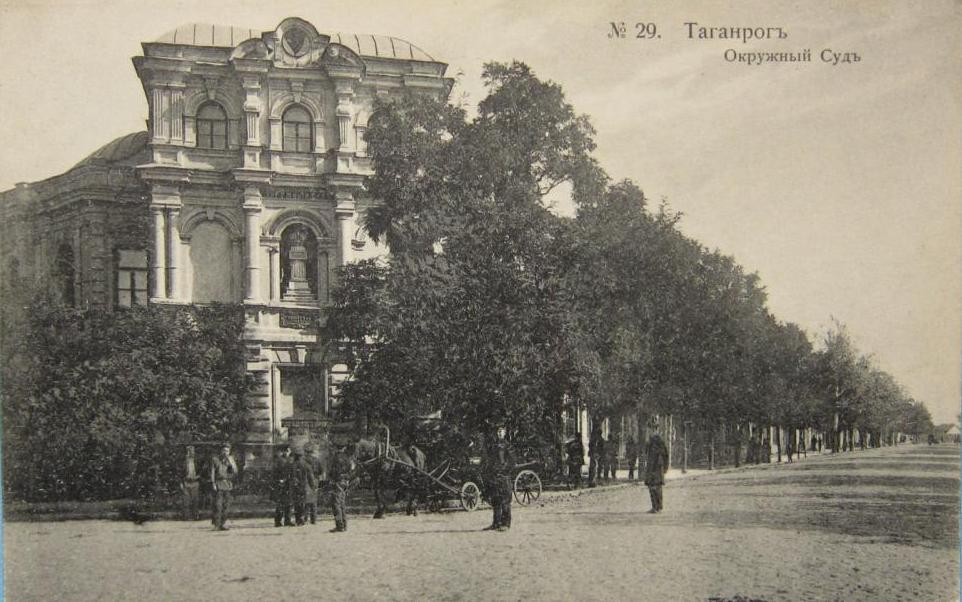
Здание окружного суда в начале XX века

Здание окружного суда (дом Джурича) расположен на углу Добролюбовского переулка (пер. Добролюбовский, 9-11) и Петровской улицы города Таганрога. Памятник архитектуры второй половины XIX века. В 1860-х годах будущий городской голова купец Н. Т. Джурич на свои средства начал строительство трехэтажного особняка в городе Таганроге на улице Петровской, 12. Потеряв интерес к дому, он продал его недостроенным Окружному суду. В свое время это здание было первым трёхэтажным домом в Таганроге.
Окружной суд был открыт в этом здании 30 апреля 1869 года. Судьи занимались гражданскими и уголовными делами жителей уездов области Войска Донского. В состав суда входили председатель, следователи и присяжные заседатели, которые избирались из местных жителей с хорошей репутацией жеребьевкой на заседаниях городской Думы.
В 1882 году суд оставил здание и переехал на центральную улицу Таганрога — Петровскую.
В 1920 году в этом здании был Дворец труда, затем его занимала биржа труда, с 1936 по 1938 год — подготовительное училище. В 1939—1941 годах здесь работал учительский институт. После окончания Великой Отечественной войны и до настоящего времени здесь находится металлургический техникум (ныне колледж).

## Архитектурные особенности

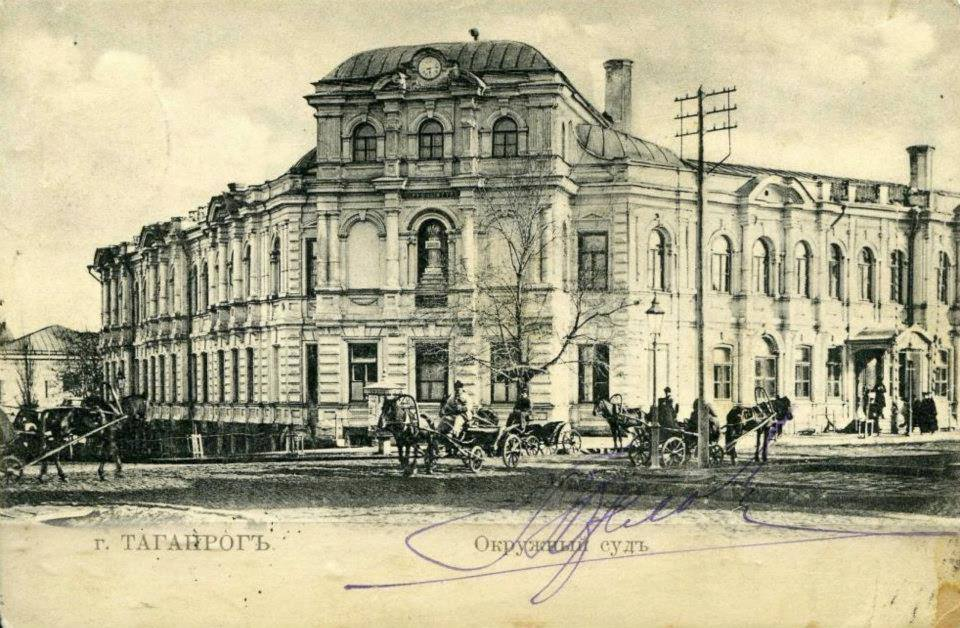
Здание окружного суда в начале XX века

Автором проекта здания был архитектор А. Загоскин. Здание имеет богато декорированный фасад. Жители Таганрога иногда называют его «зимним дворцом в миниатюре». Главный фасад здания, выходящий на переулок, украшают колонны и пилястры. В верхней части здания были встроены часы, ныне — эмблема Металлургического колледжа (ТМК).
Здание до настоящего времени сохранило элементы, напоминающие о деятельности суда. Часть здания, где сейчас располагаются мастерские, имеет толстые стены и узкие проходы. Старинная лестница украшена чугунным литьем. Сохранились узкие комнаты, ранее уготованные для особо провинившихся узников. Многие нынешние кабинеты в XIX веке были камерами для подследственных. На дверях современных мастерских и кабинетов сохранилась узкие окошки, ранее предназначенные для наблюдения за заключенными.

## Современное состояние
В настоящее время в здании работает Таганрогский металлургический колледж.